# Igor Nikolajev
Igor Jurjevič Nikolajev, rusky И́горь Ю́рьевич Никола́ев (* 17. ledna 1960, Cholmsk, SSSR) je ruský skladatel, textař a zpěvák.

## Osobní život
Narodil se v Cholmsku na ostrově Sachalin. Jeho rodiče byli básník Jurij a ekonomka Světlana.
Se svou první manželkou Jelenou Kudrjašovou má dceru Julii (1978), několik let za něj byla vdaná známá zpěvačka Nataša Koroljova. V současnosti žije s o 22 let mladší Julií Proskurjakovou, která mu 8. října 2015 porodila dceru Veroniku.

## Hudební kariéra
Od roku 1980 se začal živit hrou na piano, uměl však i na kytaru.
V roce 1983 napsal pro zpěvačku Allu Pugačovu písně Ledovec a Řekněte ptáci, se kterými Pugačova vystupovala na pěveckém festivalu Píseň roku (1984). S ní také dlouho spolupracoval.
Jeho písně však nezpívala jen Alla Pugačova, ale také řada dalších zpěváků, např. Filipp Kirkorov, Ani Lorak nebo Taisija Povalij.